# Ulead PhotoImpact
Ulead PhotoImpact war ein bis 2009 vertriebenes Bildbearbeitungsprogramm, das unter Windows-Betriebssystemen lief und auf den Heimanwender zugeschnitten war.

## Beschreibung
Der Benutzer konnte mit PhotoImpact digitalisierte Bilder bearbeiten und verfremden. Über TWAIN-Schnittstellen war es möglich, einzelne Bilder direkt vom Scanner oder der Digitalkamera abzurufen. In PhotoImpact ließen sich Filter zur Bildverfremdung, die im Photoshop-Format vorlagen, einbinden, um die Möglichkeiten der Bildbearbeitung zu erhöhen. Mit einem Assistenten konnte der Benutzer eine eigene Homepage erstellen.
PhotoImpact war im gleichen Marktsegment wie PaintShop Pro angesiedelt und bediente die gleiche Zielgruppe. Bei Tests in Computerzeitschriften wurden diese beiden Programme und die Möglichkeiten, die sie für den Anwender bieten, direkt verglichen.
Die Firma Ulead wurde von InterVideo und im Herbst 2006 anschließend vom Unternehmen Corel übernommen, vorgeblich um dessen Produktpalette abzurunden.

## Ende
Laut Aussage der Fa. Corel war Version X3 die letzte Version, die es von PhotoImpact gab. Vor Ulead hatte Corel im Jahr 2004 bereits Jasc Software und damit auch Paint Shop Pro übernommen. Nach der Übernahme von Ulead wurde PhotoImpact zur Konkurrenz aus eigenem Hause. Diese Zweigleisigkeit wurde im Jahr 2009 beendet.
Einige Elemente von PhotoImpact finden sich in PaintShop Pro X3 wieder.